# Studia stacjonarne
Studia stacjonarne (dawniej: dzienne) – forma studiów wyższych, w ramach których co najmniej połowa punktów ECTS objętych programem studiów jest uzyskiwana w ramach zajęć z bezpośrednim udziałem nauczycieli akademickich lub innych osób prowadzących zajęcia i studentów.
W przeciwieństwie do innych form studiowania, na uczelniach publicznych są one finansowane z budżetu państwa.
Na niektórych uczelniach osoby, które nie zaliczą pierwszego semestru, opuszczają grono żaków, a najlepszym ze studiów niestacjonarnych proponuje się miejsce na stacjonarnych.